# La Pianiste (roman)
Pour les articles homonymes, voir Pianiste (homonymie).
La Pianiste (en allemand, Die Klavierspielerin) est un roman de l'écrivaine autrichienne Elfriede Jelinek, publié pour la première fois en 1983 par Rowohlt Verlag.
Le roman suit la protagoniste Erika Kohut une professeur de piano sexuellement et émotionnellement refoulée alors qu'elle entre dans une relation sadomasochiste avec son étudiant Walter Klemmer, relation qui finit par être désastreuse. Jelinek utilise de nombreux éléments stylistiques inhabituels comme l'emploi presque constant des majuscules pour les mots renvoyant à la protagoniste. De plus, comme dans beaucoup de ses œuvres, la chronologie des évènements est entrelacée avec des images du passé et les pensées des personnages.
Le livre est adapté au cinéma en 2001 dans le film du même nom par Michael Haneke.